# Distretto di Kărdžali
Il distretto di Kărdžali (in bulgaro Кърджалийска област?) è uno dei 28 distretti della Bulgaria.

## Comuni
Il distretto è diviso in 7 comuni:
| Comune     | Bulgaro    | Pop.   |
| ---------- | ---------- | ------ |
| Ardino     | Ардино     | 13.766 |
| Černoočene | Черноочене | 10.132 |
| Džebel     | Джебел     | 9.012  |
| Kărdžali   | Кърджали   | 75.525 |
| Kirkovo    | Кирково    | 22.833 |
| Krumovgrad | Крумовград | 20.517 |
| Momčilgrad | Момчилград | 19.327 |

## Società

### Evoluzione demografica
In base al censimento del 2011,152.808 abitanti furono così identificati dal punto di vista etnico:
| Gruppo Etnico | Popolazione | Percentuale |
| ------------- | ----------- | ----------- |
| Bulgari       | 55 939      | 34,105%     |
| Turchi        | 101 116     | 61,649%     |
| Rom           | 1 264       | 0,771%      |
| Russi         | 234         | 0,143%      |
| Armeni        | 41          | 0,025%      |
| Macedoni      | 7           | 0,004%      |
| Greci         | 21          | 0,013%      |
| Ucraini       | 20          | 0,012%      |
| Ebrei         | 1           | 0,001%      |
| Romeni        | 1           | 0,001%      |
| Altri         | 60          | 0,037%      |

### Lingue
Nel censimento del 2001, 160.167 persone della popolazione di 164.019 della provincia di Kărdžali hanno identificato una delle seguenti come lingua madre (con percentuale della popolazione totale):
101.548 Lingua turca (61,9%)
57.046 Lingua bulgara (34,8%)
1.171 Lingua romaní (0,7%)
402 altri (0,2%).

## Religioni
Secondo il censimento del 2011, i musulmani sono 82 227 (70,14% di coloro che hanno risposto) e gli ortodossi sono 23 916 (20,4% di coloro che hanno risposto). I cittadini di fede musulmana sono principalmente composti da turchi e in buona parte da bulgari musulmani, sebbene gli ortodossi siano la maggioranza tra i bulgari della provincia.
Nel censimento del 2001, 149 839 persone della popolazione di 164 019 della provincia di Kărdžali hanno identificato una delle seguenti come religione (con percentuale della popolazione totale):
| Religione          | Popolazione | %     |
| ------------------ | ----------- | ----- |
| Islam              | 114 217     | 69,6% |
| Ortodossia         | 35 265      | 21,5% |
| Cattolicesimo      | 197         | 0,1%  |
| Protestantesimo    | 89          | 0,1%  |
| Altri              | 71          | 0,0%  |
| non hanno risposto | 14 180      | 8,6%  |
| Totale             | 164 019     | 100%  |